# Río Chambira (Río Marañón)
Der Río Chambira ist ein etwa 385 km langer linker Nebenfluss des Río Marañón im Nordosten von Peru in der Provinz Loreto der Region Loreto. Unterhalb der Einmündung des Río Patoyacu (oder Río Patayacu) wird der Fluss auf Karten auch unter dessen Namen vermerkt.

## Flusslauf
Der Río Chambira entspringt im äußersten Nordwesten des Distrikts Urarinas. Er durchquert das Amazonastiefland in südöstlicher Richtung. Er weist auf seinem gesamten Flusslauf ein stark mäandrierendes Verhalten mit unzähligen engen Flussschlingen und Altarmen auf. 12 km oberhalb der Mündung liegt die Ortschaft Nuevo San Juan am linken Flussufer. Direkt im Anschluss erreicht der Río Chambira einen Altarm des Río Marañón, den er durchfließt, bevor er bei der Siedlung Ollanta in den Río Marañón mündet. Die Mündung liegt auf einer Höhe von etwa 108 m, 5 km nördlich der Ortschaft Concordia.

## Einzugsgebiet
Der Río Chambira entwässert eine Fläche von ungefähr 8750 km². Das Einzugsgebiet des Río Chambira erstreckt sich über die Nordosthälfte des Distrikts Urarinas. Es grenzt im Südwesten an das des Río Urituyacu, im Norden an das des Río Corrientes sowie im Osten an das des abstrom gelegenen Río Marañón. Das weitgehend unbewohnte Gebiet besteht fast vollständig aus tropischem Regenwald und Sumpfgebieten. 

## Allgemeines
Das Einzugsgebiet des Río Chambira (engl. Chambira basin) wird von zahlreichen indigenen Gemeinschaften besiedelt. Entlang des Río Patoyacu und des Unterlaufs des Río Chambira verläuft die Nor-Oriente Erdöl-Pipeline in Nord-Süd-Richtung.